# Трюґве Ск'єтт
Трюґве Ск'єтт (норв. Trygve Schjøtt, 5 вересня 1882 — 18 грудня 1960) — норвезький яхтсмен.
Олімпійський чемпіон 1920 року в класі 10 метрів (правила 1919 року).